# Matterhorn (masyw)
Matterhorn – masyw górski w Alpach Pennińskich. Leży na granicy między Włochami (region Dolina Aosty) a Szwajcarią (kanton Valais). Na północ od masywu znajduje się dolina Mattertal, a na południe doliny Valpelline i Valtournenche.

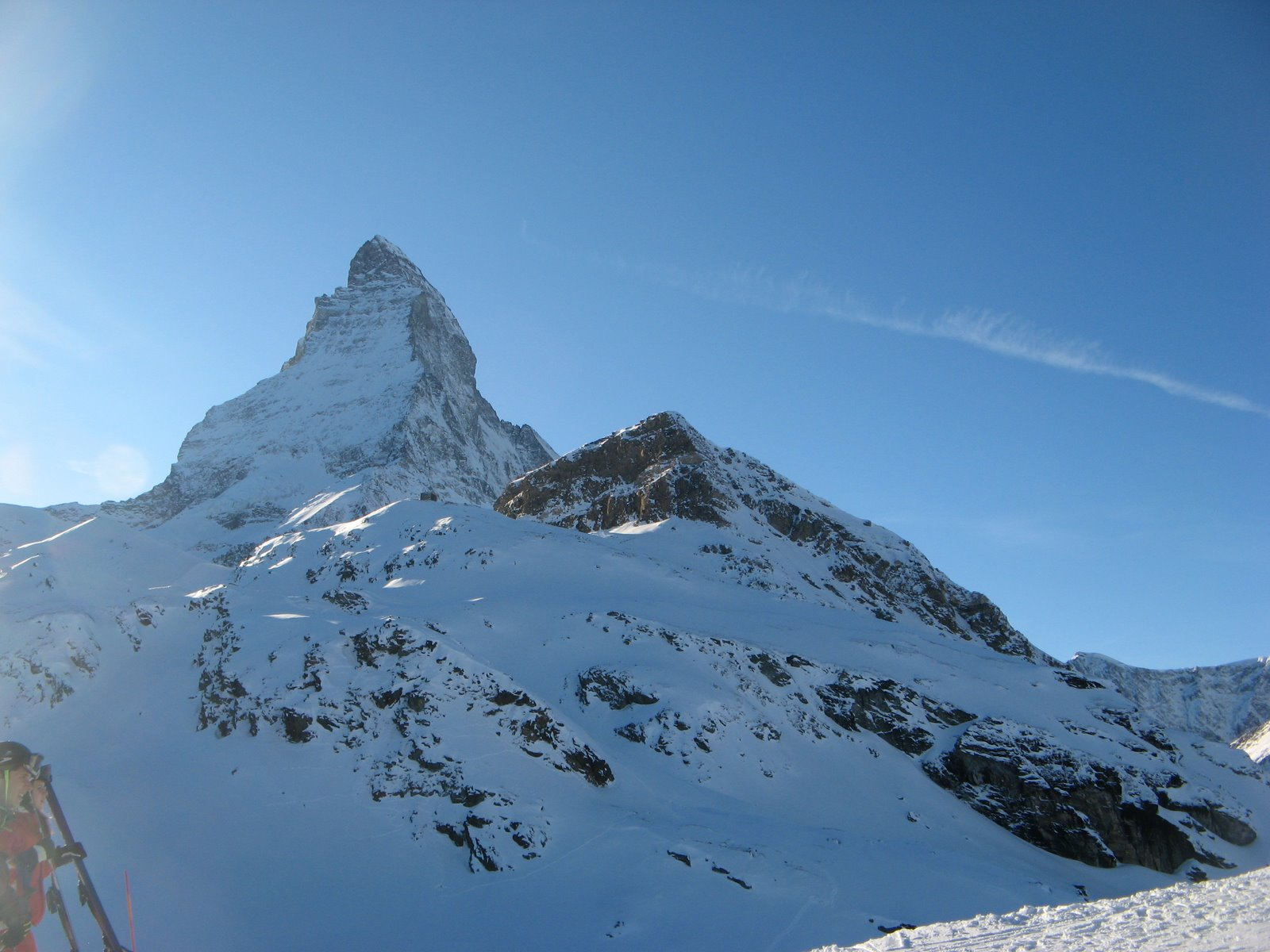
Matterhorn znad jeziora Schwarzsee koło Zermatt. Na pierwszym planie szczyt Hirli

W grzbiecie głównym Alp Pennińskich masyw ciągnie się od przełęczy Tiefmattenjoch (3565 m), za którą znajduje się masyw Bouquetins, do przełęczy Theodulpass (3295 m), gdzie graniczy z masywem Breithorn - Lyskamm. Od zachodu wznoszą się tu szczyty: Dent d'Hèrens (4171 m), Pic Tyndall (4241 m), Matterhorn (4478 m), Picco Muzio (4187 m), Furggen (3492 m), Furgghorn (3451 m) i Theodulhorn (3472 m).
Ze szczytu Matterhorn odchodzą dwie boczne granie:
- północno-zachodnia ze szczytem Sattelti (2974 m)
- północno-wschodnia kończąca się szczytem Hirli (2890 m)[5]

Od Dent d'Hèrens odchodzi na południe długa grań oddzielająca dolinę Valpelline od doliny Valtournenche i kończąca się przełęczą Colle de Valcournera (3075 m), za którą znajduje się masyw Luseney–Cian. Jest tu kilkanaście szczytów. M.in. Punta Lioy (3816 m), Punta Budden (3631 m), Mont Blanc du Crèon (3409 m), Chateau des Dames (3488 m), Mont Dragon (3351 m), Mont Rous (3240 m) i trzy szczyty Pointes des Fontanelles, z których najwyższy Pointes des Fontanelles-Sud ma wysokość 3384 m.
Na północ od grzbietu głównego masyw otaczają lodowce: Tiefmattengletscher, Matterhorngletscher, Zmuttgletscher, Furgggletscher, Theodulgletscher, a od południa Ghiacciaio des Grandes Murailles, Ghiacciaio di Cherillon i Ghiacciaio di Mont Tabel.